# 員林線
員林線（日语：／ Inrin sen */?），又稱鹿港三線，在1919年開業時曾統一與鹿港線統稱鹿港線（明治鹿港－員林），是明治製糖株式會社曾經營運的路線之一，台灣光復後轉至台灣糖業鐵路營運，曾在1950年代間與前鹿港線稱為「溪湖線」，並於1975年結束客運服務。此路段於1950年代被納入南北平行預備線的分支路廊中，路線起自彰化縣員林市員林車站往西分岔，沿途經過埔心鄉並抵達溪湖糖廠，全程共7站，可接續鹿港線往鹿港、線西或王功線往南至西螺。

## 路線
路線採用三軌設計，有762mm與1067mm兩條規格的窄軌，可供台鐵列車於員林站西側直接轉入員林線。路線以運輸溪湖糖廠製糖甘蔗與其他原物料運輸為主、客運為輔，大致為今日員林車站起，經員鹿路1巷、莒光路103巷（員林台糖自行車道部分）過八堡一圳、員林大排，沿埔心鄉自行車道、武英北路、仁和路、田寮自行車道接續之溪湖車站。主線全長9.4公里。
關於本路線稱呼，在1919年通車時由明治製糖營運的「明治鹿港－員林」區間，雖1935及1937年的車站一覽沒有提及路線名稱，然民間習以「鹿港線」稱呼。二戰後台灣糖業鐵路接手路線，大日本製糖的鹿港線屬彰化糖廠管理，此線則由溪湖糖廠管理，故以「溪湖線」稱呼此區間，並與原大日本製糖營運的鹿港線合稱「彰溪線」。1977年所繪製的溪湖糖廠平面圖中，員林－溪湖區間被稱為「鹿港三線」。1990年出版之員林鎮志記載為「溪湖三線」。路線廢止前後，民間多半稱呼此線為「員林線」，也有「鹿員線」、「員西線」兩個合併線西＝彰化與彰化＝溪湖區間的稱呼。

## 使用車輛[5]
據1990年出版員林鎮志所載，該路線曾使用：
- 蒸氣列車共八台，行駛時間為1919年1月至1977年5月16日，1990年時現存兩台。
- 內燃機車共十三台，行駛時間為1967年至現在（1990年），停用時間不詳。
- 客車（六十定員）兩台，行駛時間為1960年1月至1975年7月。
- 客車（三十定員）兩台，行駛時間為1949年6月至1975年7月。
- 汽油車（六十定員）三台，行駛時間為1968年2月至1975年7月，1990年時現存一台。

路線行駛初期使用蒸氣汽車。1925年時行駛時間約57分，行至鹿港則需1小時47分。1935年可分別達35分與1小時30分。1949年後開始內燃車化，使用台糖公司副產品的酒精作為原料。1960年開始汽油車化，1967年7月開始柴油車化，此時速限最高達30公里。行駛車輛有分客運車、混合列車、貨運車等。其他運貨使用車輛有篷車、平車、低邊車、甘蔗車等。

## 歷史年表

### 員林輕鐵
員林線路廊的鐵路建設最早可追溯至1910年，員林時為蔬果集散地，農民多用肩挑物品至員林驛轉縱貫鐵路販賣，時臺中縣清水庄人蔡惠如與同志集資六萬日圓鋪設兩條輕便鐵道營業，一條起自鹿港至員林，路廊為員林線前身。另一條則起自員林至關帝廳（現彰化縣永靖鄉）。後關帝廳區長陳汝甘與大埔心區長黃耀南亦參與投資，並成立員林輕鐵株式會社，開始鋪設員林＝鹿港＝田尾間輕便鐵道，寬度為一呎七吋五分，全長13.8哩，並於1912年開始營業。1918年時臺中輕鐵株式會社成立，並合併員林輕鐵。後路線不敵明治製糖鹿港線而退出市場，路線遺跡已不存。

### 明治製糖鹿港線
1919年1月，明治製糖株式會社開設「鹿港線」，以連接員林與溪湖兩端。路線以員林車站為貨物集散地，運送溪湖糖廠（時名明治糖廠）之糖、蔗、蜜並銷往南北。
1919年3月1日，開設客運並建立員林、坡心、二重湳、巫厝共四站，巫厝車站後直通至溪湖糖廠並折返至鹿港線路段的溪湖車站。
1919年10月，鹿港企業家辜顯榮成立大和製糖，並將該公司旗下大排沙、三省庄、頂寮及連交厝四所改良式糖廍合併至今溪湖糖廠現址。1920年7月1日，受一戰後經濟壓力影響，台灣糖業進行第二次整併，使明治製糖於此日合併大和製糖會社溪湖工場，並藉由員林線－明治鹿港線運送甘蔗至工廠壓榨製糖。
1922年2月3日，開通工場前站，工場前站隨後被視為是鹿港線、王功線與員林線的分岔點。
1933年12月25日，開通南員林、新溪湖兩站。1935年，工場前站更名為溪湖駅。

### 台糖接手後
二戰後，本線改由台灣糖業鐵路營運並管理，並廢止南員林、新溪湖車站，原員林站在台鐵員林站北移300公尺後更名為「南員林車站」。1950年代起，台灣開始推動南北平行預備線工程，並於1952年全線通車，其中南北平行預備線支線含今日鹿港、王功線，並由員林線連通台鐵軌道，使台鐵列車可於員林站直接連入南北平行預備線。1956年，二重湳車站發生台灣糖業鐵路史上最嚴重的鐵路事故，造成4人死亡，29人受傷。
1974年，由於二水線業務無法符合效益，且台鐵電氣化時於二水站拆除了糖鐵的跨線橋，使得二水線因而廢止，員林線的員林車站隨即成為南北平行預備線的起點。
1975年7月，因客運量下滑，員林線與鹿港線兩線停止客運業務辦理。估計停運以前每年客運量約有十餘萬人。1986年左右時，員林＝溪湖區間仍維持每日兩輛列車。1979年，西螺大橋廢除了鐵公路共構設置，使得南北線的起點從員林調至臺鐵斗南站。
1997年，員林線停止貨運並廢止，隨後鐵路遺跡自2008年起經彰化縣政府整修成為數條自行車道。

### 保留現況
目前員林線上之溪湖車站於2010年10月8日登錄彰化縣歷史建築。南員林車站則於2020年9月審議登錄彰化縣暫定歷史建築。埔心、巫厝、新溪湖等站僅剩軌道遺跡可見，二重湳站和巫厝車站設有當地社區整修之月台與火車意象保留。

## 車站一覽[1][2][18]
| 車站名稱 | 日文名稱       | 日治里程 | 戰後里程 | 續接／交會路線及備註                                                     | 所在地   | 所在地 |
| -------- | -------------- | -------- | -------- | ------------------------------------------------------------------------ | -------- | ------ |
| 員林     | いんりん       | 0.0      | 0.0      | →台鐵縱貫線 明治製糖員林驛戰後更名為南員林車站，員林站則與台鐵員林站合併 | 彰 化 縣 | 員林市 |
| 南員林   | みなみいんりん | 0.2      | 0.323    | 現存南員林車站非明治製糖南員林驛                                         | 彰 化 縣 | 員林市 |
| 埔心     |                | 2.8      | 3.078    | 前稱作坡心（はしん），戰後更名                                           | 彰 化 縣 | 埔心鄉 |
| 二重湳   | にぢゅうなん   | 4.9      | 5.226    |                                                                          | 彰 化 縣 | 埔心鄉 |
| 巫厝     | ぶせき         | 6.9      | 7.159    |                                                                          | 彰 化 縣 | 溪湖鎮 |
| 新溪湖   | しんけいこ     | 9.1      |          | 戰後廢止                                                                 | 彰 化 縣 | 溪湖鎮 |
| 溪湖     | けいこ         | 9.3      | 9.436    | →鹿港線、王功線、二林線、溪湖線 前稱工場前（こうじやうまへ）（p. 465）   | 彰 化 縣 | 溪湖鎮 |

## 相關
- 鹿港線、王功線，本路線於溪湖端接續的路線
- 南北平行預備線
- 臺灣糖業鐵路
- 臺灣鐵路路線列表